# 고피득
고피득(高彼得, 1898년 2월 16일 ~ ?)은 일제강점기의 경찰이다.

## 생애
본적지의 주소는 국경 지대이며 산간 벽지인 자강도의 초산군이다. 당시 초산군은 평안북도에 속해 있었다. 1919년에 초산경찰서의 순사로 임명되면서 조선총독부 소속 경찰로 근무하기 시작했다. 1925년에는 초산경찰서 순사부장으로 승진했다.
1936년부터 국경 제일선 경비에 복무하면서 국경 지대를 무대로 활동하던 무장 독립운동 부대를 토벌하는 일에 가담했다. 이때는 초산경찰서 특별경비대의 분대장 직책을 맡고 있었다.
고피득은 일제 경찰로 근무하면서 항일 세력 격퇴에 큰 공을 세웠다. 대표적인 것이 1925년 3월에 있었던 고마령전투이다. 이 사건은 일본 경찰이 만주에서 활동하던 참의부 계열의 독립군 부대를 쫓아 기습 공격을 벌여서, 최석순이 이끌던 수십 명의 부대원을 몰살시킨 사건이다. 이때 고피득은 부대와 연계되어 있던 민간인을 체포해 독립군의 위치에 대한 자백을 받아내고 밀정을 앞세워 독립군 회의 장소를 기습했으며, 직접 전투에도 참가해 혁혁한 공을 세웠다.
일본 측은 고마령 전투에 대해 “토벌상 전례없는 대성공”으로 기록하고 있으며, 대한민국 임시정부의 《독립신문》에서는 “고마령 사변”이라 부르며 “누구나 비분함을 금치 못한다”고 표현했다. 대한통의부 출신의 독립군 지도자 채상덕이 이 소식을 듣고는 통분을 못 이기고 자결했을 정도로 충격적인 사건이었고, 이를 계기로 참의부는 해체되었다.
고마령 전투의 참극 이후 독립운동 진영이 “간악한 민족의 배신자”로 부른 고피득은 공로를 인정받아 1925년에 경찰관리공로기장을 받았고, 1934년에는 훈8등 서보장과 종군기장을 수여 받았다. 만주사변 이후로도 경비대를 이끌고 국경을 넘어가 ‘항일비적’을 소탕하는 데 수차례 공을 세웠다. 1936년에 조선혁명군과 교전을 벌여 독립군 부대원을 여러 명 사살한 일 등이 있다.
1937년에는 조선총독 미나미 지로로부터 독립군 토벌에 대한 감사장을 받았다. 감사장에 따르면, 고피득은 독립군을 토벌할 때마다 “항상 진두에 서서 침착하게 부하를 지휘하여 솔선해서 적진으로 돌입함으로써 적에게 섬멸적인 타격을 준 공로”가 발군한 것으로 되어 있다.

## 사후
2007년에 대한민국 친일반민족행위진상규명위원회가 친일반민족행위 195인 명단을 발표했을 때 경찰 부문에 포함되었다. 2008년 민족문제연구소가 선정한 친일인명사전 수록예정자 명단 경찰 부문에도 들어 있다.

## 같이 보기
- 고마령전투

## 참고자료
- 친일반민족행위진상규명위원회 (2007년 12월). 〈고피득〉 (PDF). 《2007년도 조사보고서 II - 친일반민족행위결정이유서》. 서울. 1350~1358쪽쪽. 발간등록번호 11-1560010-0000002-10. [깨진 링크(과거 내용 찾기)]
- 최석순 : 독립유공자 공훈록 - 국가보훈처